# 岩崎宏美
岩崎 宏美（いわさき ひろみ、1958年〈昭和33年〉11月12日 - ）は、日本の歌手、女優、声優。東京都江東区深川出身。所属事務所はスリージーカンパニー。レコード会社はテイチクエンタテインメント（所属レーベルはインペリアルレコード）。妹は歌手の岩崎良美。元夫はミュージカル俳優の今拓哉。愛称は、ヒロリン。
1975年のデビュー以来、圧倒的な歌唱力で数々のヒット曲を発表し、特に『ロマンス』『聖母たちのララバイ』は、共に80万枚から100万枚を超える売り上げを記録するなど日本を代表する実力派歌手の一人。また、海外公演の開催やミュージカル作品への出演もおこなっている。

## 略歴

### 生い立ち
東京都江東区木場で製材用の機械を製作する会社の経営者の次女として1958年11月12日に誕生した。3姉妹の次女。警察の師範も務めた父の影響で、幼い頃から姉妹で剣道を習った。
成城学園初等学校入学した後、小学2年生の頃に音楽教師から勧められて習い事の一環として、同教師主宰の合唱団に所属して歌を習い始めた。小学5年生の校外学習で行った長野の宿舎にジュークボックスがあり、興味本位で目をつむった状態で選曲したところ、ジャクソン5の「ABC」がかかり、そのかっこよさに衝撃を受け、歌手に憧れるようになった。
成城学園中学校へ進学後、歌手を目指し松田トシに師事した。芸能界の入り方が分からずに悩んでいたところ、中学校の同級生・岡村清太郎との縁で、先代水谷八重子の部屋子（役者見習い）となった。しばらくの間水谷の身の回りの簡単な雑務をこなし（新橋演舞場にも通ったとされる）、「高校生になったら舞台に出てもいいわよ」と告げられた。

### 『スター誕生！』
オーディション番組『スター誕生!』への応募動機は、同い年の森昌子の歌手デビューである。歌唱する森の姿をテレビ越しに観て「普通の女の子でも歌手に成れるのか」と衝撃を受ける。そして同時に「もしかしたら私にも、チャンスが有るのかも知れないと思った」と岩崎は懐古している。
中学3年生の時に同番組に応募。審査員でもあった松田トシに相談すると、何を歌うか聞かれた。岩崎は候補曲として小林麻美の『初恋のメロディー』、小坂明子の『あなた』とほかにもう1曲をあげた。すると松田から「あなたの声には小坂さんの歌が合う」と言われたため、『あなた』でエントリーすることになった。
1974年2月20日に関東大会で代表として選出され、同年7月17日に決戦大会に出場し、最優秀賞を受賞した。スカウトには8社からのプラカードが上がり、芸映・ビクター音楽産業（現・ビクターエンタテインメント〈二代目〉）と契約した。
決戦大会当日、歌唱後に「一生懸命歌いました。どうぞよろしくお願いします」と言おうとした。しかしスカウトマンの動きを見て「あ、プラカードが上がりそう」と瞬間的に理解して感極まり「どうぞよろしく…」で言葉が切れてしまったとのこと。
以後は大本恭敬に師事し、現在の歌唱スタイルを築いた。本人によると、『スター誕生!』の予選会にはおでこを出して出場したが、その後受けた面接担当者から「顔がでかいな」と言われたため、おでこを隠すため前髪ぱっつんヘアでデビューすることになった。

### 歌手デビュー
1975年4月25日、「天まで響け岩崎宏美」のキャッチフレーズとともに『二重唱 (デュエット)』でビクター音楽産業より歌手デビュー。同期デビューの女性歌手には小川順子・太田裕美・岡田奈々・片平なぎさらがいる。2枚目の『ロマンス』が90万枚近い大ヒットとなり、多くの新人賞を受賞する。また同年末の第26回NHK紅白歌合戦に、紅組のトップバッターとして初出場を果たした。
1976年3月、3枚目のシングル『センチメンタル』が第48回センバツ高校野球大会の入場行進曲に選ばれた。堀越高校在学中は、午前中は高校に通って授業を受け、午後からは芸能活動という日々で、都内の仕事場には電車で移動していた。
1977年3月に堀越高等学校を卒業。同期生には森昌子・池上季実子・伊藤咲子・岡田奈々がいる。森昌子らと卒業式には出席したが単位を2つ落としていたため、卒業式の後に補習のために2か月間堀越高校に通った。同年秋、初のバラード『思秋期』がヒットし、第19回日本レコード大賞歌唱賞を受賞した。
1978年10月、父が個人事務所「有限会社スリージー」を設立。1979年7月にはロックミュージカル『ハムレット』にオフィーリア役で出演した。

### ドラマ主題歌の大ヒット、独立、エジプト公演
1982年、日本テレビ系の2時間ドラマ『火曜サスペンス劇場』の主題歌『聖母たちのララバイ』がオリコンチャート週間売上1位を獲得し、80万枚を売り上げる大ヒットとなった。同年の日本歌謡大賞を受賞。翌1983年には同曲が、第55回センバツ高校野球大会の入場行進曲として再び採用された。
同曲は発売2年前に公開された米映画『ファイナル・カウントダウン』のBGM「ミスター&ミセスタイドマン」との類似性が指摘され、作曲者が「木森敏之・John Scott」と記載されることになった。日本レコード大賞は外国人作家の楽曲は選考対象外であったことから、同年末の第24回日本レコード大賞ではノミネートに至らなかった。
『火曜サスペンス劇場』では1981年9月から1987年11月までの6年間にわたり、『聖母たちのララバイ』『家路』『橋』『25時の愛の歌』『夜のてのひら』の5曲が主題歌として採用された。その後も1992年10月から1993年9月にかけて『愛という名の勇気』が主題歌となった。
『ザ・ベストテン』（TBSテレビ）には、1979年から1983年までの5年間に合計5曲（『春おぼろ』『万華鏡』『すみれ色の涙』『聖母たちのララバイ』『家路』）が計35週チャートインし、特に『聖母たちのララバイ』が5週連続で第1位（1982年年間ベストテンでは第2位）を獲得した。また、『NHK紅白歌合戦』（NHK総合・ラジオ第1、#NHK紅白歌合戦出場歴参照）には1975年から1988年まで14回連続出場している。
1984年、デビュー以来10年間所属した「芸映」を退社し独立、音楽番組『夜のヒットスタジオ』（フジテレビ）には1984年8月『橋』を歌ったのを最後に、1986年春に『好きにならずにいられない』で出演するまで約2年ほど出演できなかった。久々に番組に出演した際は司会の芳村真理から「宏美ちゃん、お帰りなさい」という言葉と共に迎えられる。その後、間もなくして同番組のマンスリーゲストにも起用された（1986年11月期のマンスリー）。
1986年10月21日、外務省が中心となって進める日本文化交流「ジャパン・ウイーク」がエジプトで開催された。そのメインイベントに親善大使として招かれ、ピラミッドとスフィンクスの前でコンサートを開く。それまでもザ・ビートルズやフランク・シナトラが現地で歌ったものの、女性アーティストとしては岩崎が初だった。このライブは同年ビデオ化され、2004年にCD-BOX『HIROMI IWASAKI 30TH ANNIVERSARY BOX』でDVD化、2007年にライブCD-BOX『ROYAL BOX 〜スーパー・ライブ・コレクション〜』でCD化されている。
1987年にはドラマ『男女7人秋物語』にメインキャストとして出演、平均視聴率30%を記録した。

### 1回目の結婚、出産、復帰
1988年にミュージカル『レ・ミゼラブル』にフォンティーヌ役で出演、その後も同役で再演に参加。
同年、三井物産の創業者で初代社長の益田孝の玄孫である商社勤務の男性と結婚し、芸名も夫の姓に合わせて益田 宏美に改名した。1989年に長男、1992年に次男を出産。
1989年、益田宏美名義で主にクラシック音楽を基調とした楽曲を収録したアルバム『誕生 〜BIRTH〜』を発売した。小さい子供を持つ母親を中心にヒットし、1年間で7万枚が売れ、2年後の1991年時点でも毎月2,000〜3,000枚の注文が入るロングセラーとなった。続いて発売された『家族 〜FAMILY〜』『きょうだい』と合わせて「胎教&育児3部作」と称される。
1995年に協議離婚が成立し、夫が親権、岩崎が養育権を得た。しかし翌1996年に前夫が再婚し、後妻が養子縁組する形で子供たちを引き取ってしまう。訴訟も考えたが「公判中は子供に一切面会させない」と告げられたため断念した。前夫が子供を連れて海外へ転勤したため、子供に会うことができなくなった。
離婚が成立した1995年、芸名を岩崎宏美に戻して本格的な歌手活動を再開した。活動再開後は、吉田美奈子・Cat Gray・佐藤竹善・塩谷哲のほか幅広いアーティストとのコラボレーションを展開。LAレコーディングしたアルバム『FULL CIRCLE』などを発表。また以前に比べてキーは下がったものの、シングル「許さない」「あとかたもなく」などサビにファルセットを用いた楽曲を次々に発表した。

### 2000年代: カバーアルバム『Dear Friends』シリーズ、チェコ・フィルハーモニー管弦楽団との共演
2001年、アニメ『ポケットモンスター』のエンディングテーマ曲「ぼくのベストフレンドへ」を担当。
2003年に発売したカバーアルバム『Dear Friends』は好評を博し、その後もシリーズ化されている。
2006年、バリー・マニロウのアルバムにデュエット・パートナーとして参加、8月に開催されたマニロウのラスベガス公演にもゲスト出演した。
2007年4月、プラハでチェコ・フィルハーモニー管弦楽団と共演し、ドヴォルザークホールで自身の代表曲を中心に12曲を録音し、同年9月26日にセルフカバー・アルバム『PRAHA』として発売した。これが縁となり、翌2008年4月にはチェコ共和国の初代親善大使に任命された。
2009年4月29日、ミュージカル「レ・ミゼラブル」での共演をきっかけに今拓哉と再婚。2009年12月、所属事務所の社名を「株式会社スリージー」に変更。2010年には(当時の)夫の今拓哉が設立した個人事務所「コンリアルアート」に移籍した。

### 2010年代以降: ニューヨーク公演
2015年、デビュー40周年を記念して初のニューヨーク公演を開催した。
2017年、ディズニー映画『美女と野獣』の吹き替え版にポット夫人役として参加、劇中歌も歌った。
2020年4月25日、デビュー45周年を迎え、公式YouTubeチャンネルを開設した。同年にはデビュー45周年記念イベントを予定していたが、前年末からの新型コロナウイルス感染症の影響によりイベントは中止となった。
2021年、野口五郎と名古屋市・大阪市・東京都でジョイントコンサートを開催し、初のデュエット・シングル『好きだなんて言えなかった』をリリースした。翌2022年も野口とのコラボアルバム『Eternal Voices』を発売、京都市を皮切りに全国11箇所のプレミアムツアーを決行した。
再婚から14年後の2023年4月、今との離婚が成立。離婚を機に所属事務所の社名を「株式会社スリージーカンパニー」に変更した。
同年6月上旬、新形コロナウィルスに感染。当初6月9日に仕事復帰予定であったが、体調の回復が遅れて延期になった。それから1週間後の6月17日に活動を再開した。
2025年にはデビュー50周年を迎え、記念コンサートの開催のほか、TBSテレビ出演時の映像をまとめたDVD-BOXの発売など様々な記念企画の展開が行われる。

## 人物
性格は竹を割ったようにサバサバしている。
小学5年生からジャクソン5、メンバーの中でもリード・ヴォーカルのマイケル・ジャクソンが好きになった。中学生の時に洋楽のコンサートで初めてジャクソン5を聴きに行った。当時はマイケルの特集記事など読むため、学校帰りに時々銀座の洋書専門店で音楽雑誌を買っていた。
「まさし教の信者」を自称し、さだを「生き神様」と敬うほどのさだまさしファンである。2012年にはさだの楽曲でのカバーで全曲構成された『Dear Friends VI さだまさしトリビュート』をリリースしている。
デビューから数年間は前髪ぱっつんの個性的な髪型を続けたことから、本人が周りから聞いた話として当時世間で「おでこに第三の目を隠しているのでは？」との都市伝説が囁かれたという。
デビュー当時から岩崎の曲を数多く手がけた筒美京平からは「あなたはこれから歌い手になるにあたって、みんなに褒められるのは高音かもしれないけど、あなたの良さは中低音だからそれを忘れないでね」といわれたという。

### 妹・良美
妹の岩崎良美とは幼い頃から仲良しであり、妹に向けて作詞した曲「やさしい妹へ」がアルバム『Love Letter』に収録されているほか、岩崎姉妹によるジョイントライブが「宝くじ助成・まちの音楽会」として定期的に実施されている。

### 子供達
離婚を機に離れ離れとなった子供達とは成人後に自由に会えるようになり、再婚した今と子供達の関係も良好であった。2008年には、コンサートに初めて子供達が見に来たため、客席の2人を見て「夢はかなうものだ」と幸せを感じつつ歌ったという。次男はプロサッカークラブ横浜FCの職員として、外国人選手の通訳を担当している。

### 交友関係
アイドル時代は野口五郎・山口百恵・伊藤咲子と仲が良かった。また、松本ちえことは誕生日がちょうど1年違いの11月12日、生まれた時間も松本が午後12時20分、岩崎が午後12時40分という近い時間ということもあり、交流が生まれた。
『男女7人秋物語』で共演した大竹しのぶとはデビューの頃から知り合いで、現在でも仲が良い。
2018年、かつての所属事務所の先輩歌手西城秀樹が死去した際は「とても格好良い先輩でした。早過ぎますよね…まだ信じられないです」とコメントした。

### ドラマ出演
岩崎にとって『男女7人秋物語』は初めての連続テレビドラマのレギュラー出演だった。岩崎はメロディーが付いていないと歌詞が覚えられず、メロディーが無い台本を覚えるのに苦労したという。また共演した明石家さんまとのキスシーンを嫌がっており、その理由について噂になるのが嫌だったというのに加え、「さんまさん歯が出てて、私アゴが出てるから、それで2人とも血だらけになるんじゃないかとか…」と語った。

### エジプト公演
エジプト公演の際、気をつけてはいたものの、現地の水にあたり、当日は点滴を受けながら会場に行くほど最悪の体調だったが、ピラミッドに照明が当たっているのを見た瞬間、痛みが急に引いたという。そういった事もあり、岩崎は「私はピラミッドの形をしたものを見ると、なんか頭が下がるような思いで…。ピラミッドパワー、絶対あると思ってるので」と語っている。

### 健康状態
1988年にミュージカル『レ・ミゼラブル』に出演していた時に声帯ポリープができた。演じたファンティーヌの歌の音域が岩崎の声域より広かったが、念願の出演だったため無理して地声を出し続けたせいで次第に声がガサガサするようになり、治療のため結局途中降板した。
2001年にはポリープによる喉の不調に見舞われたが、摘出手術を受け回復した。また、同年から甲状腺疾患のバセドウ病と橋本病を併発しており、2015年時点でも治療を継続している。

## 評価
芥川也寸志・山本直純・淡谷のり子は、岩崎の歌唱力を高く評価していたという。

### ファン
著名人のファンに石破茂・石原詢子・神野美伽・林家たい平・宮本浩次らがいる。岩崎自身も「石原詢子さん 以前から大好き」「宮本さんフリーク」であるとコメントしている。

## ディスコグラフィ
※最高位はオリコン調べによる。

### シングル
- 46枚目のシングル「夢見るように愛したい」から49枚目のシングル「Life」は益田宏美名義でのリリース。

| #                                                         | 発売日                                                    | A/B面                                                     | タイトル                                                  | オリコン 最高順位                                         | 規格品番                                                  | 初出アルバム                                              |
| VICTOR→Victor/ビクター音楽産業→ビクターエンタテインメント | VICTOR→Victor/ビクター音楽産業→ビクターエンタテインメント | VICTOR→Victor/ビクター音楽産業→ビクターエンタテインメント | VICTOR→Victor/ビクター音楽産業→ビクターエンタテインメント | VICTOR→Victor/ビクター音楽産業→ビクターエンタテインメント | VICTOR→Victor/ビクター音楽産業→ビクターエンタテインメント | VICTOR→Victor/ビクター音楽産業→ビクターエンタテインメント |
| --------------------------------------------------------- | --------------------------------------------------------- | --------------------------------------------------------- | --------------------------------------------------------- | --------------------------------------------------------- | --------------------------------------------------------- | --------------------------------------------------------- |
| 1                                                         | 1975年 4月25日                                            | A面                                                       | 二重唱 (デュエット)                                       | 19位                                                      | SV-1225                                                   | あおぞら                                                  |
| 1                                                         | 1975年 4月25日                                            | B面                                                       | 月見草                                                    | 19位                                                      | SV-1225                                                   | あおぞら                                                  |
| 2                                                         | 1975年 7月25日                                            | A面                                                       | ロマンス                                                  | 1位                                                       | SV-1243                                                   | あおぞら                                                  |
| 2                                                         | 1975年 7月25日                                            | B面                                                       | 私たち                                                    | 1位                                                       | SV-1243                                                   | あおぞら                                                  |
| 3                                                         | 1975年 10月25日                                           | A面                                                       | センチメンタル                                            | 1位                                                       | SV-1257                                                   | ファンタジー                                              |
| 3                                                         | 1975年 10月25日                                           | B面                                                       | そうなのよ                                                | 1位                                                       | SV-1257                                                   | あおぞら+1                                                |
| 4                                                         | 1976年 1月25日                                            | A面                                                       | ファンタジー                                              | 2位                                                       | SV-1271                                                   | ファンタジー                                              |
| 4                                                         | 1976年 1月25日                                            | B面                                                       | パピヨン                                                  | 2位                                                       | SV-1271                                                   | ファンタジー                                              |
| 5                                                         | 1976年 5月1日                                             | A面                                                       | 未来                                                      | 2位                                                       | SV-6006                                                   | 飛行船                                                    |
| 5                                                         | 1976年 5月1日                                             | B面                                                       | 夏からのメッセージ                                        | 2位                                                       | SV-6006                                                   | 飛行船                                                    |
| 6                                                         | 1976年 8月1日                                             | A面                                                       | 霧のめぐり逢い                                            | 4位                                                       | SV-6038                                                   | ベストヒットアルバム 飛行船+2                             |
| 6                                                         | 1976年 8月1日                                             | B面                                                       | 感傷時代                                                  | 4位                                                       | SV-6038                                                   | ベストヒットアルバム 飛行船+2                             |
| 7                                                         | 1976年 11月5日                                            | A面                                                       | ドリーム                                                  | 4位                                                       | SV-6123                                                   | ベストヒットアルバム ウィズ・ベスト・フレンズ+2           |
| 7                                                         | 1976年 11月5日                                            | B面                                                       | スイート・スポット                                        | 4位                                                       | SV-6123                                                   | ウィズ・ベスト・フレンズ+2                                |
| 8                                                         | 1977年 1月25日                                            | A面                                                       | 想い出の樹の下で                                          | 7位                                                       | SV-6171                                                   | ウィズ・ベスト・フレンズ                                  |
| 8                                                         | 1977年 1月25日                                            | B面                                                       | わたしの1095日                                            | 7位                                                       | SV-6171                                                   | ウィズ・ベスト・フレンズ                                  |
| 9                                                         | 1977年 4月25日                                            | A面                                                       | 悲恋白書                                                  | 8位                                                       | SV-6193                                                   | ウィズ・ベスト・フレンズ                                  |
| 9                                                         | 1977年 4月25日                                            | B面                                                       | 愛をどうぞ                                                | 8位                                                       | SV-6193                                                   | ウィズ・ベスト・フレンズ                                  |
| 10                                                        | 1977年 7月5日                                             | A面                                                       | 熱帯魚                                                    | 4位                                                       | SV-6233                                                   | 二十才前…                                                 |
| 10                                                        | 1977年 7月5日                                             | B面                                                       | 夏のたまり場                                              | 4位                                                       | SV-6233                                                   | 二十才前…                                                 |
| 11                                                        | 1977年 9月5日                                             | A面                                                       | 思秋期                                                    | 6位                                                       | SV-6275                                                   | 思秋期から…男と女                                         |
| 11                                                        | 1977年 9月5日                                             | B面                                                       | 折れた口紅                                                | 6位                                                       | SV-6275                                                   | 思秋期から…男と女+1                                       |
| 12                                                        | 1978年 2月5日                                             | A面                                                       | 二十才前                                                  | 10位                                                      | SV-6332                                                   | 二十才前…                                                 |
| 12                                                        | 1978年 2月5日                                             | B面                                                       | ザ・マン                                                  | 10位                                                      | SV-6332                                                   | 二十才前…                                                 |
| 13                                                        | 1978年 5月5日                                             | A面                                                       | あざやかな場面                                            | 14位                                                      | SV-6429                                                   | HIROMI 宏美 二十才前…+4                                   |
| 13                                                        | 1978年 5月5日                                             | B面                                                       | いちご讃歌                                                | 14位                                                      | SV-6429                                                   | 二十才前…+4                                               |
| 14                                                        | 1978年 7月25日                                            | A面                                                       | シンデレラ・ハネムーン                                    | 13位                                                      | SV-6449                                                   | パンドラの小箱                                            |
| 14                                                        | 1978年 7月25日                                            | B面                                                       | 南南西の風の中で                                          | 13位                                                      | SV-6449                                                   | パンドラの小箱                                            |
| 15                                                        | 1978年 11月5日                                            | A面                                                       | さよならの挽歌                                            | 13位                                                      | SV-6501                                                   | HIROMI 宏美 パンドラの小箱+4                              |
| 15                                                        | 1978年 11月5日                                            | B面                                                       | 夕暮れメヌエット                                          | 13位                                                      | SV-6501                                                   | パンドラの小箱+4                                          |
| 16                                                        | 1979年 2月5日                                             | A面                                                       | 春おぼろ                                                  | 15位                                                      | SV-6542                                                   | HIROMI 宏美 パンドラの小箱+4                              |
| 16                                                        | 1979年 2月5日                                             | B面                                                       | 吐息ばかり                                                | 15位                                                      | SV-6542                                                   | パンドラの小箱+4                                          |
| 17                                                        | 1979年 5月8日                                             | A面                                                       | 夏に抱かれて                                              | 20位                                                      | SV-6585                                                   | HIROMI 宏美 10カラット・ダイヤモンド+6                    |
| 17                                                        | 1979年 5月8日                                             | B面                                                       | ラブ・アラベスク                                          | 20位                                                      | SV-6585                                                   | ライブ&モア                                               |
| 18                                                        | 1979年 9月15日                                            | A面                                                       | 万華鏡                                                    | 10位                                                      | SV-6630                                                   | ライブ&モア                                               |
| 18                                                        | 1979年 9月15日                                            | B面                                                       | 泣きながら目覚めて                                        | 10位                                                      | SV-6630                                                   | ライブ&モア                                               |
| 19                                                        | 1980年 1月21日                                            | A面                                                       | スローな愛がいいわ                                        | 18位                                                      | SV-6674                                                   | タッチ・ミー Wish+7                                       |
| 19                                                        | 1980年 1月21日                                            | B面                                                       | 白夜                                                      | 18位                                                      | SV-6674                                                   | Wish+7                                                    |
| 20                                                        | 1980年 4月5日                                             | A面                                                       | 女優                                                      | 15位                                                      | SV-6717                                                   | Wish                                                      |
| 20                                                        | 1980年 4月5日                                             | B面                                                       | レンガ通りの恋人達                                        | 15位                                                      | SV-6717                                                   | Wish+7                                                    |
| 21                                                        | 1980年 8月5日                                             | A面                                                       | 銀河伝説                                                  | 18位                                                      | SV-7030                                                   | タッチ・ミー Wish+7                                       |
| 21                                                        | 1980年 8月5日                                             | B面                                                       | 愛の生命                                                  | 18位                                                      | SV-7030                                                   | Wish+7                                                    |
| 22                                                        | 1980年 10月5日                                            | A面                                                       | 摩天楼                                                    | 22位                                                      | SV-7041                                                   | THE COMPLETE SINGLES                                      |
| 22                                                        | 1980年 10月5日                                            | B面                                                       | 絵空事                                                    | 22位                                                      | SV-7041                                                   | 緋衣草 (サルビア) +5                                      |
| 23                                                        | 1981年 1月1日                                             | A面                                                       | 胸さわぎ                                                  | 25位                                                      | SV-7076                                                   | THE COMPLETE SINGLES                                      |
| 23                                                        | 1981年 1月1日                                             | B面                                                       | 潮風の物語                                                | 25位                                                      | SV-7076                                                   | 緋衣草 (サルビア) +5                                      |
| 24                                                        | 1981年 3月21日                                            | A面                                                       | 恋待草                                                    | 26位                                                      | SV-7094                                                   | 緋衣草 (サルビア)                                         |
| 24                                                        | 1981年 3月21日                                            | B面                                                       | つぶやけば愛                                              | 26位                                                      | SV-7094                                                   | 緋衣草 (サルビア) +5                                      |
| 25                                                        | 1981年 6月5日                                             | A面                                                       | すみれ色の涙                                              | 6位                                                       | SV-7124                                                   | すみれ色の涙から…                                         |
| 25                                                        | 1981年 6月5日                                             | B面                                                       | ひまわり                                                  | 6位                                                       | SV-7124                                                   | 緋衣草 (サルビア)                                         |
| 26                                                        | 1981年 10月21日                                           | A面                                                       | れんげ草の恋                                              | 19位                                                      | SV-7167                                                   | THE COMPLETE SINGLES                                      |
| 26                                                        | 1981年 10月21日                                           | B面                                                       | 悲しみのほとり                                            | 19位                                                      | SV-7167                                                   | 夕暮れから…ひとり+5                                       |
| 27                                                        | 1982年 2月5日                                             | A面                                                       | 檸檬                                                      | 16位                                                      | SV-7197                                                   | 夕暮れから…ひとり                                         |
| 27                                                        | 1982年 2月5日                                             | B面                                                       | 影絵 (シルエット)                                         | 16位                                                      | SV-7197                                                   | 夕暮れから…ひとり+5                                       |
| 28                                                        | 1982年 5月21日                                            | A面                                                       | 聖母たちのララバイ                                        | 1位                                                       | SV-7209                                                   | 夕暮れから…ひとり                                         |
| 28                                                        | 1982年 5月21日                                            | B面                                                       | 赤い糸                                                    | 1位                                                       | SV-7209                                                   | 夕暮れから…ひとり+5                                       |
| 29                                                        | 1982年 9月21日                                            | A面                                                       | 思い出さないで                                            | 18位                                                      | SV-7258                                                   | 恋人たち                                                  |
| 29                                                        | 1982年 9月21日                                            | B面                                                       | メラニーに                                                | 18位                                                      | SV-7258                                                   | Love Letter+2                                             |
| 30                                                        | 1983年 2月21日                                            | A面                                                       | 素敵な気持ち                                              | 32位                                                      | SV-7290                                                   | 私・的・空・間                                            |
| 30                                                        | 1983年 2月21日                                            | B面                                                       | WAITING                                                   | 32位                                                      | SV-7290                                                   | My Gratitude                                              |
| 31                                                        | 1983年 6月5日                                             | A面                                                       | 真珠のピリオド                                            | 37位                                                      | SV-7307                                                   | 私・的・空・間                                            |
| 31                                                        | 1983年 6月5日                                             | B面                                                       | 夜明けの天使たち                                          | 37位                                                      | SV-7307                                                   | 私・的・空・間+5                                          |
| 32                                                        | 1983年 8月21日                                            | A面                                                       | 家路                                                      | 4位                                                       | SV-7325                                                   | リプライズ                                                |
| 32                                                        | 1983年 8月21日                                            | B面                                                       | それぞれの朝                                              | 4位                                                       | SV-7325                                                   | 私・的・空・間+5                                          |
| 33                                                        | 1984年 2月21日                                            | A面                                                       | 20の恋                                                    | 41位                                                      | SV-7369                                                   | リプライズ                                                |
| 33                                                        | 1984年 2月21日                                            | B面                                                       | 眠りの船                                                  | 41位                                                      | SV-7369                                                   | I Won't Break Your Heart +7                               |
| 34                                                        | 1984年 5月21日                                            | A面                                                       | 未完の肖像                                                | 54位                                                      | SV-7388                                                   | リプライズ                                                |
| 34                                                        | 1984年 5月21日                                            | B面                                                       | 二時に泣かせて                                            | 54位                                                      | SV-7388                                                   | I Won't Break Your Heart +7                               |
| 35                                                        | 1984年 8月21日                                            | A面                                                       | 橋                                                        | 31位                                                      | SV-7418                                                   | リプライズ                                                |
| 35                                                        | 1984年 8月21日                                            | B面                                                       | 逃亡者                                                    | 31位                                                      | SV-7418                                                   | I Won't Break Your Heart +7                               |
| 36                                                        | 1985年 4月5日                                             | A面                                                       | 決心                                                      | 15位                                                      | SV-9008                                                   | 戯夜曼                                                    |
| 36                                                        | 1985年 4月5日                                             | B面                                                       | 夢狩人                                                    | 15位                                                      | SV-9008                                                   | 戯夜曼                                                    |
| 37                                                        | 1985年 10月21日                                           | A面                                                       | 月光                                                      | 54位                                                      | SV-9070                                                   | cinema                                                    |
| 37                                                        | 1985年 10月21日                                           | B面                                                       | クローズアップ                                            | 54位                                                      | SV-9070                                                   | cinema                                                    |
| 38                                                        | 1985年 12月16日                                           | A面                                                       | 25時の愛の歌                                              | 79位                                                      | SJX-7006                                                  | THE COMPLETE SINGLES                                      |
| 39                                                        | 1986年 2月5日                                             | A面                                                       | 好きにならずにいられない                                  | 57位                                                      | SV-9101                                                   | WAGAMAMA                                                  |
| 39                                                        | 1986年 2月5日                                             | B面                                                       | 春乙女                                                    | 57位                                                      | SV-9101                                                   | WAGAMAMA+1                                                |
| 40                                                        | 1986年 6月21日                                            | A面                                                       | 小さな旅                                                  | 52位                                                      | SV-9137                                                   | WAGAMAMA                                                  |
| 40                                                        | 1986年 6月21日                                            | B面                                                       | 恋人以上                                                  | 52位                                                      | SV-9137                                                   | WAGAMAMA                                                  |
| 41                                                        | 1986年 10月21日                                           | A面                                                       | 夜のてのひら                                              | 55位                                                      | SV-9179                                                   | yokubari                                                  |
| 41                                                        | 1986年 10月21日                                           | B面                                                       | せつなさのバランス                                        | 55位                                                      | SV-9179                                                   | yokubari+10                                               |
| 42                                                        | 1987年 4月21日                                            | A面                                                       | 最初の恋人達                                              | 84位                                                      | SV-9233                                                   | yokubari                                                  |
| 42                                                        | 1987年 4月21日                                            | B面                                                       | 姫ごころ                                                  | 84位                                                      | SV-9233                                                   | WAGAMAMA                                                  |
| 43                                                        | 1987年 11月1日                                            | A面                                                       | 風の童話集                                                | 89位                                                      | SV-9293                                                   | yokubari+10                                               |
| 43                                                        | 1987年 11月1日                                            | B面                                                       | ラスト・クルーズ                                          | 89位                                                      | SV-9293                                                   | yokubari+10                                               |
| 44                                                        | 1988年 5月21日                                            | A面                                                       | 聞こえてくるラプソディー                                  | -                                                         | SV-9360 VDRS-1067                                         | Me too                                                    |
| 44                                                        | 1988年 5月21日                                            | B面                                                       | Interval                                                  | -                                                         | SV-9360 VDRS-1067                                         | Me too                                                    |
| 45                                                        | 1988年 12月16日                                           | A面                                                       | 未成年                                                    | 83位                                                      | SV-9398 VDRS-1112                                         | Me too+7                                                  |
| 45                                                        | 1988年 12月16日                                           | B面                                                       | 透きとおった時間                                          | 83位                                                      | SV-9398 VDRS-1112                                         | Me too+7                                                  |
| 46                                                        | 1989年 6月7日                                             | A面                                                       | 夢見るように愛したい                                      | -                                                         | SV-9437 VDRS-1156                                         | Me too+7                                                  |
| 46                                                        | 1989年 6月7日                                             | B面                                                       | A PEACE OF MIND                                           | -                                                         | SV-9437 VDRS-1156                                         | Me too+7                                                  |
| 47                                                        | 1992年 1月21日                                            | 01                                                        | 愛を+ワン                                                 | -                                                         | VIDL-10204                                                | きょうだい                                                |
| 47                                                        | 1992年 1月21日                                            | 02                                                        | この愛を未来へ                                            | -                                                         | VIDL-10204                                                | きょうだい                                                |
| 48                                                        | 1993年 1月21日                                            | 01                                                        | 愛という名の勇気                                          | 60位                                                      | VIDL-10307                                                | THE COMPLETE SINGLES                                      |
| 48                                                        | 1993年 1月21日                                            | 02                                                        | 未来への伝言                                              | 60位                                                      | VIDL-10307                                                | 家族+4                                                    |
| 49                                                        | 1993年 7月21日                                            | 01                                                        | Life                                                      | -                                                         | VIDL-10372                                                | THE COMPLETE SINGLES                                      |
| 49                                                        | 1993年 7月21日                                            | 02                                                        | 涙から微笑み                                              | -                                                         | VIDL-10372                                                | 家族+4                                                    |
| 50                                                        | 1995年 10月21日                                           | 01                                                        | 朝が来るまで                                              | -                                                         | VIDL-10711                                                | FULL CIRCLE                                               |
| 50                                                        | 1995年 10月21日                                           | 02                                                        | ONE DAY IN YOUR LIFE                                      | -                                                         | VIDL-10711                                                | My Gratitude                                              |
| 51                                                        | 1996年 11月21日                                           | 01                                                        | Believin'                                                 | -                                                         | VIDL-10833                                                | Shower Of Love                                            |
| 51                                                        | 1996年 11月21日                                           | 02                                                        | 笑顔をみせて                                              | -                                                         | VIDL-10833                                                | HIROMI IWASAKI 30TH ANNIVERSARY BOX                       |
| 52                                                        | 1997年 9月22日                                            | 01                                                        | 愛がいっぱい                                              | -                                                         | VIDL-30087                                                | Shower of Love                                            |
| 52                                                        | 1997年 9月22日                                            | 02                                                        | そっと愛して                                              | -                                                         | VIDL-30087                                                | Shower of Love                                            |
| 53                                                        | 1999年 3月3日                                             | 01                                                        | 許さない                                                  | -                                                         | VIDL-30405                                                | Never Again〜許さない                                     |
| 53                                                        | 1999年 3月3日                                             | 02                                                        | 春おぼろ (LIVE)                                           | -                                                         | VIDL-30405                                                | (アルバム未収録)                                          |
| ピカチュウレコード/メディアファクトリー                   |                                                           |                                                           |                                                           |                                                           |                                                           |                                                           |
| 54                                                        | 2001年 2月7日                                             | 01                                                        | ぼくのベストフレンドへ                                    | 64位                                                      | ZMDP-1192                                                 | HIROMI IWASAKI 30TH ANNIVERSARY BOX                       |
| インペリアルレコード/テイチクエンタテインメント           |                                                           |                                                           |                                                           |                                                           |                                                           |                                                           |
| 55                                                        | 2001年 5月9日                                             | 01                                                        | あとかたもなく                                            | -                                                         | TECN-13713                                                | バラードベストコレクション〜夢〜                          |
| 55                                                        | 2001年 5月9日                                             | 02                                                        | 約束                                                      | -                                                         | TECN-13713                                                | (アルバム未収録)                                          |
| 55                                                        | 2001年 5月9日                                             | 03                                                        | 永遠の心                                                  | -                                                         | TECN-13713                                                | (アルバム未収録)                                          |
| 56                                                        | 2001年 9月21日                                            | 01                                                        | 夢                                                        | -                                                         | TECN-13744                                                | バラードベストコレクション〜夢〜                          |
| 56                                                        | 2001年 9月21日                                            | 02                                                        | 風の道                                                    | -                                                         | TECN-13744                                                | (アルバム未収録)                                          |
| 56                                                        | 2001年 9月21日                                            | 03                                                        | この広い空の下                                            | -                                                         | TECN-13744                                                | (アルバム未収録)                                          |
| 57                                                        | 2002年 10月2日                                            | 01                                                        | 止まった時計                                              | -                                                         | TECN-13833                                                | HIROMI IWASAKI 30TH ANNIVERSARY BOX                       |
| 57                                                        | 2002年 10月2日                                            | 02                                                        | 方舟                                                      | -                                                         | TECN-13833                                                | (アルバム未収録)                                          |
| 57                                                        | 2002年 10月2日                                            | 03                                                        | 小さな蝶                                                  | -                                                         | TECN-13833                                                | (アルバム未収録)                                          |
| 58                                                        | 2003年 4月23日                                            | 01                                                        | あなたの心に                                              | -                                                         | TECN-10891                                                | HIROMI IWASAKI 30TH ANNIVERSARY BOX                       |
| 58                                                        | 2003年 4月23日                                            | 02                                                        | 笑顔                                                      | -                                                         | TECN-10891                                                | HIROMI IWASAKI 30TH ANNIVERSARY BOX                       |
| 59                                                        | 2004年 9月23日                                            | 01                                                        | 手紙                                                      | 147位                                                     | TECI-67                                                   | My Songs                                                  |
| 59                                                        | 2004年 9月23日                                            | 02                                                        | 同じ空の下で                                              | 147位                                                     | TECI-67                                                   | Happiness                                                 |
| 59                                                        | 2004年 9月23日                                            | 03                                                        | 乙女座 宮                                                 | 147位                                                     | TECI-67                                                   | (アルバム未収録)                                          |
| 60                                                        | 2005年 3月24日                                            | 01                                                        | ただ・愛のためにだけ                                      | 93位                                                      | TECI-82                                                   | My Songs                                                  |
| 60                                                        | 2005年 3月24日                                            | 02                                                        | この道                                                    | 93位                                                      | TECI-82                                                   | Natural                                                   |
| 61                                                        | 2007年 3月21日                                            | 01                                                        | シアワセノカケラ                                          | 156位                                                     | TECI-113                                                  | My Songs                                                  |
| 61                                                        | 2007年 3月21日                                            | 02                                                        | THANKS                                                    | 156位                                                     | TECI-113                                                  | (アルバム未収録)                                          |
| 62                                                        | 2008年 4月14日                                            | 01                                                        | 始まりの詩、あなたへ                                      | 90位                                                      | TECI-134                                                  | My Songs                                                  |
| 62                                                        | 2008年 4月14日                                            | 02                                                        | 桜色－桜咲く日々に－                                      | 90位                                                      | TECI-134                                                  | (アルバム未収録)                                          |
| -                                                         | 2011年 2月16日                                            | 01                                                        | ピンクと呪文                                              | -                                                         | TECI-234                                                  | My Songs                                                  |
| -                                                         | 2011年 2月16日                                            | 02                                                        | 真夜中のドア                                              | -                                                         | TECI-234                                                  | My Songs                                                  |
| 63                                                        | 2012年 4月4日                                             | 01                                                        | いのちの理由                                              | 63位                                                      | TECI-263                                                  | My Songs                                                  |
| 63                                                        | 2012年 4月4日                                             | 02                                                        | 笑顔をみせて〜for tomorrow〜                              | 63位                                                      | TECI-263                                                  | LIVE BEST SELECTION 2006-2010                             |
| 64                                                        | 2012年 10月3日                                            | 01                                                        | あなたへ〜いつまでも いつでも〜                           | 88位                                                      | TECI-269                                                  | My Songs                                                  |
| 64                                                        | 2012年 10月3日                                            | 02                                                        | 糸遊                                                      | 88位                                                      | TECI-269                                                  | Love                                                      |
| 65                                                        | 2013年 10月9日                                            | 01                                                        | 時の針                                                    | 119位                                                     | TECI-325                                                  | Love                                                      |
| 65                                                        | 2013年 10月9日                                            | 02                                                        | プロポーズのとき                                          | 119位                                                     | TECI-325                                                  | Love                                                      |
| 66                                                        | 2014年 5月21日                                            | 01                                                        | Thank You!                                                | 117位                                                     | TECI-339                                                  | Hello! Hello!                                             |
| 66                                                        | 2014年 5月21日                                            | 02                                                        | 歌になりたい                                              | 117位                                                     | TECI-339                                                  | Hello! Hello!                                             |
| 67                                                        | 2015年 4月22日                                            | 01                                                        | 光の軌跡                                                  | 131位                                                     | TECI-369                                                  | My Songs                                                  |
| 67                                                        | 2015年 4月22日                                            | 02                                                        | 40周年記念 スペシャル・メドレー                           | 131位                                                     | TECI-369                                                  | (アルバム未収録)                                          |
| 68                                                        | 2017年 5月24日                                            | 01                                                        | 絆                                                        | 144位                                                     | TECI-557                                                  | Hello! Hello!                                             |
| 68                                                        | 2017年 5月24日                                            | 02                                                        | 夢の線路                                                  | 144位                                                     | TECI-557                                                  | Hello! Hello!                                             |
| avex io                                                   |                                                           |                                                           |                                                           |                                                           |                                                           |                                                           |
| 69                                                        | 2021年 11月24日                                           | 01                                                        | 好きだなんて言えなかった                                  | 31位                                                      | IOCD-20386                                                | (アルバム未収録)                                          |

### オリジナル・アルバム
| No. | タイトル                 | 発売日     | 最高位 | 最高位 | 最高位 | 備考                                                                                  |
| No. | タイトル                 | 発売日     | LP     | CT     | CD     | 備考                                                                                  |
| --- | ------------------------ | ---------- | ------ | ------ | ------ | ------------------------------------------------------------------------------------- |
| 1   | あおぞら                 | 1975.9.5   | 4位    | 2位    | -      | CTはタイトルが『ロマンス』で曲順が異なり、「美しいあなた」が未収録                    |
| 2   | ファンタジー             | 1976.2.10  | 2位    | 6位    | -      | アルバム全編、曲間にDJ・糸居五郎のMCを収録                                            |
| 3   | 飛行船                   | 1976.7.25  | 3位    | 12位   | -      | カセットには「私たち」「パピヨン」も収録                                              |
| 4   | ウィズ・ベスト・フレンズ | 1977.5.25  | 7位    | 7位    | -      |                                                                                       |
| 5   | 思秋期から…男と女        | 1977.10.5  | 3位    | 5位    | -      | 全作詞：阿久悠                                                                        |
| 6   | 二十才前…                | 1978.4.5   | 10位   | 24位   | -      |                                                                                       |
| 7   | パンドラの小箱           | 1978.8.25  | 11位   | 21位   | -      | 全作曲：筒美京平                                                                      |
| 8   | 10カラット・ダイヤモンド | 1979.10.5  | 11位   | 43位   | -      |                                                                                       |
| 9   | WISH                     | 1980.8.5   | 14位   | 35位   | -      | 全作曲：筒美京平、初のLA録音                                                          |
| 10  | 緋衣草（サルビア）       | 1981.7.5   | 21位   | 31位   | -      |                                                                                       |
| 11  | 夕暮れから…ひとり        | 1982.7.5   | 4位    | 6位    | -      | 「聖母たちのララバイ」（TVバージョン）収録                                            |
| 12  | Love Letter              | 1982.11.5  | 14位   | 24位   | -      | 全作詞：岩崎宏美                                                                      |
| 13  | 私・的・空・間           | 1983.7.21  | 31位   | 36位   | -      |                                                                                       |
| 14  | I WON'T BREAK YOUR HEART | 1984.4.21  | 39位   | 65位   | -      | LA録音 スティーブ・ルカサー、デヴィッド・フォスター等がレコーディングに参加           |
| 15  | 戯夜曼                   | 1985.6.5   | 13位   | 12位   | 5位    | カメリヤダイヤモンドCM曲「決心」、同「夢狩人」（別バージョン）収録                    |
| 16  | cinéma                   | 1985.11.21 | 40位   | 40位   | 40位   |                                                                                       |
| 17  | わがまま                 | 1986.7.21  | 32位   | 64位   | 64位   |                                                                                       |
| 18  | よくばり                 | 1987.4.21  | 38位   | 58位   | 58位   |                                                                                       |
| 19  | Me too                   | 1988.7.21  | 92位   | -      | -      |                                                                                       |
| 20  | 誕生 〜BIRTH〜           | 1989.11.21 | -      | 62位   | 62位   | ※益田宏美名義                                                                         |
| 21  | 家族 〜FAMILY〜          | 1991.3.21  | -      | -      | -      | ※益田宏美名義                                                                         |
| 22  | きょうだい               | 1992.6.21  | -      | -      | -      | ※益田宏美名義                                                                         |
| 23  | FULL CIRCLE              | 1995.11.22 | -      | -      | 99位   | LA録音                                                                                |
| 24  | SHOWER OF LOVE           | 1997.10.22 | -      | -      | -      |                                                                                       |
| 25  | Happiness                | 2004.10.16 | -      | -      | 99位   | ボーナストラックにドラマ『冬のソナタ』の挿入歌「イッチマ 〜忘れないで」のカバーを収録 |
| 26  | Natural                  | 2006.2.22  | -      | -      | 99位   | シングル「ただ・愛のためにだけ」を、アルバム・バージョンで収録                        |
| 27  | Thanks                   | 2009.5.20  | -      | -      | 100位  | NHKラジオ第1放送『ラジオ深夜便』 2009年4月 - 6月度・深夜便のうた「陽射しの中で」収録  |
| 28  | Love                     | 2013.6.19  | -      | -      | 47位   | 「あなたへ 〜いつまでも いつでも〜」を、ニューボーカルエディションで収録              |
| 29  | Hello! Hello!            | 2017.8.16  | -      | -      | 102位  |                                                                                       |
| 30  | PRESENT for you * for me | 2018.8.15  | -      | -      | 68位   |                                                                                       |

### ライブ・アルバム
| No. | タイトル                                             | 発売日     | 最高位 | 最高位 | 最高位 | 収録日、会場、備考 |
| No. | タイトル                                             | 発売日     | LP     | CT     | CD     | 収録日、会場、備考 |
| --- | ---------------------------------------------------- | ---------- | ------ | ------ | ------ | --- |
| 1   | ロマンティック・コンサート                           | 1975.12.10 | 4位    | 4位    | -      | 1975.10.18 東京郵便貯金ホール ※初コンサート                                                                                            |
| 2   | ロマンティック・コンサートII 〜ちいさな愛の1ページ〜 | 1976.12.5  | 24位   | -      | -      | 1976.10.10 東京郵便貯金ホール ※2枚組                                                                                                   |
| 3   | ラブ・コンサート・パート1 〜新しい愛の出発〜         | 1977.12.20 | 46位   | -      | -      | 1977.10.22-23 東京郵便貯金ホール ※2枚組                                                                                                |
| 4   | ラブ・コンサート・パート2 〜ふたりのための愛の詩集〜 | 1978.12.20 | 34位   | 62位   | -      | 1978.10.15 東京郵便貯金ホール |
| 5   | ライブ&モア                                          | 1979.12.1  | 33位   | 48位   | -      | 1979.10.14 東京郵便貯金ホール ※2枚組 （4面中3面がライブ、1面がスタジオ録音）                                                           |
| 6   | シンフォニー                                         | 1980.4.5   | 22位   | 30位   | -      | 1980.02.03 中野サンプラザ ※日本フィルハーモニー交響楽団と共演                                                                          |
| 7   | 岩崎宏美リサイタル 宏美・22才の愛                    | 1980.12.20 | -      | -      | -      | 1980.10.12 東京郵便貯金ホール ※2枚組                                                                                                   |
| 8   | 岩崎宏美リサイタル'81                                | 1981.12.20 | 61位   | -      | -      | 1981.10.11 東京郵便貯金ホール ※2枚組                                                                                                   |
| 9   | '82岩崎宏美リサイタル                                | 1982.12.16 | 33位   | -      | -      | 1982.10.10-11 東京郵便貯金ホール ※映像版（VHD）同時発売                                                                                |
| 10  | '83岩崎宏美リサイタル                                | 1983.12.16 | -      | -      | -      | 1983.10.16 東京郵便貯金ホール ※映像版（VHD）同時発売                                                                                   |
| 11  | ライブ'96 FULL CIRCLE                                | 1996.12.4  | -      | -      | -      | 1996.3.11 東京厚生年金会館 ※映像版（DVD）同時発売                                                                                      |
| 12  | 30TH ANNIVERSARY LIVE SPECIAL "Happiness"            | 2005.4.21  | -      | -      | -      | 2004.10.24 オーチャードホール ※30周年記念コンサート DVD同時発売                                                                        |
| 13  | 岩崎宏美 LIVE BEST SELECTION 2006-2010               | 2011.10.12 | -      | -      | 143位  | 2006年から2010年のライブ音源からセレクトした2枚組ライブベスト盤 ボーナストラック「笑顔をみせて〜for tomorrow〜」（スタジオ新録音）収録 |
| 14  | LIVE BEST SELECTION 2012-2020 太陽が笑ってる         | 2020.12.2  | -      | -      | 64位   | |

### カバー・アルバム
| No. | タイトル                               | 発売日     | 最高位 | 最高位 | 最高位 | 備考                                 |
| No. | タイトル                               | 発売日     | LP     | CT     | CD     | 備考                                 |
| --- | -------------------------------------- | ---------- | ------ | ------ | ------ | ------------------------------------ |
| 1   | ALBUM                                  | 1978.10.25 | 24位   | 52位   | -      | 童謡・唱歌カバー集                   |
| 2   | 恋人たち                               | 1979.3.9   | 14位   | 48位   | -      | 新曲1曲を含む洋楽カバー集            |
| 3   | album II                               | 1980.2.1   | 31位   | -      | -      | 童謡・唱歌カバー集                   |
| 4   | すみれ色の涙から…                      | 1981.11.5  | 16位   | 31位   | -      | 邦楽カバー集                         |
| 5   | Disney Girl                            | 1983.10.21 | 20位   | 34位   | -      | 洋楽カバー集                         |
| 6   | Dear Friends                           | 2003.3.21  | -      | -      | 59位   | 昭和に発表された邦楽が中心のカバー集 |
| 7   | Dear Friends II                        | 2003.11.26 | -      | -      | 49位   | ファンからのリクエストをもとに選曲   |
| 8   | Dear Friends III                       | 2006.9.27  | -      | -      | 56位   | ファンからのリクエストをもとに選曲   |
| 9   | Dear Friends IV                        | 2008.10.22 | -      | -      | 47位   | ファンからのリクエストをもとに選曲   |
| 10  | Dear Friends V                         | 2010.10.20 | -      | -      | 66位   | ファンからのリクエストをもとに選曲   |
| 11  | Dear Friends VI さだまさしトリビュート | 2012.05.23 | -      | -      | 57位   | 全曲さだまさしのカバー曲で構成       |
| 12  | Dear Friends VII 阿久悠トリビュート    | 2014.08.27 | -      | -      | 76位   | 全曲阿久悠の楽曲で構成               |
| 13  | Dear Friends VIII 筒美京平トリビュート | 2019.08.21 | -      | -      | 65位   | 全曲筒美京平の楽曲で構成             |

### セルフカバー・アルバム
| No. | タイトル               | 発売日    | 最高位 | 備考                                                 |
| --- | ---------------------- | --------- | ------ | ---------------------------------------------------- |
| 1   | MY GRATITUDE -感謝-    | 1995.8.23 | -      | セルフカバー+洋楽カバー                              |
| 2   | Never Again 〜許さない | 1999.3.20 | -      | 筒美京平作品集                                       |
| 3   | PRAHA                  | 2007.9.26 | 75位   | チェコ・フィルハーモニー管弦楽団とのコラボレーション |
| 4   | MY SONGS               | 2015.5.20 | 35位   | 40周年記念感謝盤を期間限定発売                       |
| 5   | Piano Songs            | 2016.8.24 | 76位   | ジャズピアニスト国府弘子とのコラボレーション         |

### ベスト・アルバム
| タイトル                                                                            | 発売日                                 | 最高位 | 備考 |
| ----------------------------------------------------------------------------------- | -------------------------------------- | ------ | --- |
| ベスト・ヒット・アルバム（GX-17）                                                   | 1976.11.25                             | 9位    | |
| ベスト・ヒット・アルバム（GX-35）                                                   | 1978.6.15                              | 18位   | |
| 宏美                                                                                | 1979.5.25                              | 13位   | 3枚組 |
| タッチ・ミー                                                                        | 1980.11.5                              | 20位   | |
| EXCEL ONE 岩崎宏美のすべて                                                          | 1981.12.5                              | 57位   | 未発表曲9曲収録、「思秋期」「万華鏡」は別バージョン                                                                                                |
| ダル・セーニョ                                                                      | 1984.3.5                               | 27位   | 2枚組（シングル17曲をリミックス） +プレゼントシングル「そばに置いて」                                                                              |
| リプライズ                                                                          | 1984.12.16                             | -      | 「思秋期」「万華鏡」は、「EXCEL ONE」と同様の別バージョン                                                                                          |
| SPECIAL COLLECTION                                                                  | 1984.                                  | -      | 「二重唱」から「家路」までのシングルより12曲を選曲                                                                                                 |
| ベスト・ソングス                                                                    | 1987.12.1                              | -      | 「二重唱」から「最初の恋人達」までのシングルより18曲を選曲                                                                                         |
| 決定版 白い恋人たち                                                                 | 1988.11.1                              | -      | カバー・アルバム『恋人たち』『Disney Girl』より18曲を選曲                                                                                          |
| My Favorite Song                                                                    | 1988.11.21                             | -      | 「二重唱」から「聞こえてくるラプソディー」までのシングルより18曲を選曲                                                                             |
| CD FILE 岩崎宏美 VOL.1                                                              | 1989.3.21                              | -      | 「二重唱」から「未来」までのシングルA面・B面を収録                                                                                                 |
| CD FILE 岩崎宏美 VOL.2                                                              | 1989.3.21                              | -      | 「霧のめぐり逢い」から「熱帯魚」までのシングルA面・B面を収録                                                                                       |
| CD FILE 岩崎宏美 VOL.3                                                              | 1989.3.21                              | -      | 「思秋期」から「さよならの挽歌」までのシングルA面・B面を収録                                                                                       |
| CD FILE 岩崎宏美 VOL.4                                                              | 1989.3.21                              | -      | 「春おぼろ」から「女優」までのシングルA面・B面を収録                                                                                               |
| CD FILE 岩崎宏美 VOL.5                                                              | 1989.3.21                              | -      | 「銀河伝説」から「すみれ色の涙」までのシングルA面・B面を収録                                                                                       |
| CD FILE 岩崎宏美 VOL.6                                                              | 1989.3.21                              | -      | 「れんげ草の恋」から「素敵な気持ち」までのシングルA面・B面を収録                                                                                   |
| CD FILE 岩崎宏美 VOL.7                                                              | 1989.3.21                              | -      | 「真珠のピリオド」から「橋」までのシングルA面・B面を収録                                                                                           |
| CD FILE 岩崎宏美 VOL.8                                                              | 1989.3.21                              | -      | 「決心」から「夜のてのひら」までのシングルA面・B面を収録                                                                                           |
| My Favorite Song II                                                                 | 1989.12.26 1991.11.25                  | -      | 「二重唱」から「夢見るように愛したい」までのシングルより18曲を選曲                                                                                 |
| BEST ONE                                                                            | 1990.10.25                             | -      | |
| BEST ONE                                                                            | 1990.11.7                              | -      | |
| BEST ONE                                                                            | 1990.11.25                             | -      | |
| ベスト・コレクション                                                                | 1990.12.1                              | -      | |
| 岩崎宏美愛唱歌集 <COLEZO!> ゆりかごの唄／岩崎宏美愛唱歌集                           | 1991.11.25 2005.3.9                    | -      | カバー・アルバム『ALBUM』『album II』より19曲を選曲                                                                                                |
| 岩崎宏美ベスト・セレクション <COLEZO!TWIN> 岩崎宏美                                 | 1992.11.26 2005.12.16                  | -      | 「二重唱」から「愛を+ワン」までのシングル39曲を選曲した2枚組                                                                                       |
| 岩崎（益田）宏美全曲集 BEST ONE 岩崎宏美 <New Best One> 岩崎宏美 <COLEZO!> 岩崎宏美 | 1993.12.1 1999.8.4 2004.9.22 2005.9.22 | -      | 「二重唱」から「Life」までのシングルより16曲を選曲                                                                                                 |
| BEST OF BEST                                                                        | 1994.6.25                              | -      | 「二重唱」から「聖母たちのララバイ」までのシングルより8曲を選曲                                                                                    |
| 岩崎（益田）宏美全曲集                                                              | 1994.11.23                             | -      | 「二重唱」から「Life」までのシングルより16曲を選曲                                                                                                 |
| THE COMPLETE SINGLES                                                                | 1995.12.1                              | -      | 「二重唱」から「朝が来るまで」までの全シングル53曲 ボーナス・トラック「そばに置いて」「オルゴールの歌」 「あなた（スター誕生第11回決戦大会より）」 |
| バラード・ベスト・コレクション〜夢〜                                                | 2001.12.5                              | -      | 本人選曲のバラード・ベスト、未発表曲「ジェシカ」収録                                                                                               |
| GOLDEN☆BEST 岩崎宏美                                                                | 2007.3.21                              | -      | オリコンの売上枚数上位20曲を、順に収録 |
| 阿久悠作品集 岩崎宏美                                                               | 2008.3.26                              | -      | 阿久悠作詞のシングルを16曲収録 |
| ゴールデン☆ベスト デラックス 岩崎宏美 〜THE COMPLETE SINGLES in Victor Years        | 2009.9.16                              | -      | ビクター時代の全シングル57曲収録の3枚組 |
| GOLDEN☆BEST II 岩崎宏美                                                             | 2010.3.17                              | -      | 『GOLDEN☆BEST 岩崎宏美』第2弾 |
| 筒美京平シングルズ&フェイバリッツ                                                   | 2021.10.20                             | 43位   | 筒美京平提供楽曲のコンピレーション |
| ベスト・ヒット・セレクション〜聖母たちのララバイ                                    | 2023.8.9                               | -      | - |

### 共演・参加盤
| タイトル                        | 発売日                  | 共演者   | 備考                                                                   |
| ------------------------------- | ----------------------- | -------- | ---------------------------------------------------------------------- |
| ロック・ミュージカル ハムレット | LP1979.10. CD2013.01.30 | 桑名正博 | 1979年7月15日中野サンプラザホールにおける実況録音盤 音楽監修：筒美京平 |

#### カセットのみの企画盤
| タイトル                 | 発売日     | 最高位 |
| ------------------------ | ---------- | ------ |
| スーパー・ヒット         | 1976.5.25  | 6位    |
| LONG RUN                 | 1976.11.25 | 11位   |
| ヒット・グランプリ       | 1977.6.25  | 23位   |
| Perfection               | 1977.11.25 | 11位   |
| ヒット・ダイアリー       | 1978.5.25  | 20位   |
| TOP RUN                  | 1978.11.5  | 20位   |
| スパーク・ヒット         | 1979.5.25  | 21位   |
| SOUND GALLERY            | 1979.10.25 | 17位   |
| GOLDEN PRIZE             | 1980.5.21  | 19位   |
| BEST ONE                 | 1980.10.21 | 27位   |
| THE BEST                 | 1981.6.21  | 21位   |
| BEST ONE '82             | 1981.11.21 | 38位   |
| メタル・スーパー・ベスト | 1982.3.21  | 71位   |
| BEST HITS                | 1982.7.5   | 2位    |
| スーパー・ベスト         | 1982.11.21 | 27位   |
| SUPER BEST               | 1984.12.5  | 60位   |
| SINGLE COLLECTION        | 1985.12.16 | 52位   |
| ANTHOLOGY                | 1985.12.16 | 85位   |

### CD-BOX
| タイトル                                     | 発売日     | 最高位 | 備考 |
| -------------------------------------------- | ---------- | ------ | --- |
| HIROMI IWASAKI 30TH ANNIVERSARY BOX          | 2004.4.25  | 198位  | 全シングル、人気曲、レア曲、ライブ・セレクション等を集めたCD7枚に、 TVでの歌唱、PV、ピラミッドでのライブ映像のDVD3枚を収録 |
| ROYAL BOX 〜スーパー・ライブ・コレクション〜 | 2007.12.27 |        | 75年の初コンサートから86年の『ピラミッド』までの 全ライブ音源と映像を集めた、CD14枚+DVD2枚組 セルフライナーノーツ付        |
| 『誕生』『家族』『きょうだい』BOX            | 2008.6.25  |        | 復刻CD3枚組 セルフライナーノーツ付                                                                                         |
| Dear Friends BOX                             | 2010.10.20 | 171位  | カバー・アルバム『Dear Friends』シリーズ全5枚のCDと、 未発表映像を収録したDVD1枚を収納                                     |

### 映像作品
| タイトル                                                          | ソフト       | 発売日                                | 備考 |
| ----------------------------------------------------------------- | ------------ | ------------------------------------- | --- |
| '82岩崎宏美リサイタル                                             | VHS β VHD    | 1982.12.16                            | LP同時発売 |
| '83岩崎宏美リサイタル                                             | VHS β VHD    | 1983.12.16                            | LP同時発売 |
| ピラミッド                                                        | VHS β VHD LD | 1986.12.16                            | エジプト・ピラミッド前でのコンサートを収録したライブビデオ                                                        |
| LIVE'96 FULL CIRCLE                                               | DVD          | 1996.12.4                             | CD同時発売 |
| みんなのうた「笑顔」 DVDシングル                                  | DVD          | 2003.7.2                              | アニメーションは新海誠による新作                                                                                  |
| 30TH ANNIVERSARY LIVE SPECIAL "Happiness"                         | DVD Blu-ray  | 2005.4.21（DVD) 2014.4.16（Blu-ray)   | 30周年記念ライブを完全収録                                                                                        |
| ただ・愛のためにだけ／手紙                                        | DVD          | 2005.5.25                             | 表題シングル2曲のプロモーションビデオ                                                                             |
| 岩崎宏美・岩崎良美 Precious Night                                 | DVD Blu-ray  | 2008.9.24（DVD） 2014.4.16（Blu-ray） | 初の姉妹ジョイントコンサート 共演：神奈川フィルハーモニー管弦楽団 / 指揮：藤野浩一                                |
| 岩崎宏美 LIVE 2009〜Thanks                                        | DVD Blu-ray  | 2010.1.20（DVD）2014.4.16（Blu-ray）  | 2009年10月25日、東京国際フォーラムでのツアーファイナルを完全収録                                                  |
| Hiromi Iwasaki 35th. Anniversary Concert                          | DVD Blu-ray  | 2011.1.19（DVD）2014.4.16（Blu-ray）  | 2010年10月24日、東京国際フォーラムでの35周年記念コンサートを完全収録                                              |
| Hiromi Iwasaki Live in PRAHA 虹〜Singer〜                         | DVD Blu-ray  | 2011.4.6（DVD）2014.4.16（Blu-ray）   | 2010年11月16日、ドボルザークホール（チェコ・プラハ）でのコンサートを収録                                          |
| Dear Friends Special with Strings 岩崎宏美コンサート 虹〜Singer〜 | DVD Blu-ray  | 2012.6.2（DVD） 2014.4.16（Blu-ray）  | 2012年4月8日、川口リリアホールでのコンサートを収録                                                                |
| 岩崎宏美 40周年感謝祭 光の軌跡                                    | DVD Blu-ray  | 2016.3.2                              | 2015年10月10日、東京国際フォーラム ホールCでの40周年記念コンサートを収録                                          |
| 岩崎宏美＆国府弘子 Piano Songs Special                            | DVD Blu-ray  | 2017.1.18                             | 2016年10月1日、東京国際フォーラム ホールCでのコラボレート・コンサートを収録、スペシャルゲストとして岩崎良美が登場 |
| Hiromi Iwasaki Concert PRESENT for you＊for me                    | DVD Blu-ray  | 2019.7.17                             | 2019年4月29日、東京国際フォーラムでのコンサートを収録                                                             |
| HIROMI IWASAKI 45th ANNIVERSARY CONCERT 残したい花について        | DVD Blu-ray  | 2021.3.24                             | 2020年12月2日、45周年コンサートを収録                                                                             |
| HIROMI IWASAKI 50th TBS Special Collection                        | DVD          | 2025.3.5                              | 6枚組。デビュー50周年記念企画。岩崎がかつてTBSテレビの各種番組に出演した際の歌唱シーンを収録                      |

### 参加作品
| 楽曲名               | 収録先                                                        | 発売日       | 備考                     |
| -------------------- | ------------------------------------------------------------- | ------------ | ------------------------ |
| ウナ・セラ・ディ東京 | トリビュートアルバム『ザ・ピーナッツ トリビュート・ソングス』 | 2016年9月7日 | 石川ひとみとデュエット。 |

### タイアップ曲
| 年     | 楽曲                     | タイアップ                                                      |
| ------ | ------------------------ | --------------------------------------------------------------- |
| 1979年 | 万華鏡                   | 富士重工「スバル・レオーネ」CMソング                            |
| 1980年 | 女優                     | 富士重工「スバル・レオーネ」CMソング                            |
| 1980年 | 銀河伝説                 | アニメ映画「ヤマトよ永遠に」挿入歌                              |
| 1980年 | 愛の生命                 | アニメ映画「ヤマトよ永遠に」挿入歌                              |
| 1981年 | すみれ色の涙             | 富士重工「スバル・レオーネ」CMソング                            |
| 1982年 | 聖母たちのララバイ       | 日本テレビ系「火曜サスペンス劇場」主題歌                        |
| 1983年 | 家路                     | 日本テレビ系「火曜サスペンス劇場」主題歌                        |
| 1984年 | 橋                       | 日本テレビ系「火曜サスペンス劇場」主題歌                        |
| 1985年 | 決心                     | カメリアダイヤモンド・CMソング                                  |
| 1985年 | 夢狩人                   | カメリアダイヤモンド・CMソング                                  |
| 1985年 | 25時の愛の歌             | 日本テレビ系「火曜サスペンス劇場」主題歌                        |
| 1986年 | 好きにならずにいられない | ライオン「オクトシャンプー＆リンス」CMソング                    |
| 1986年 | 小さな旅                 | NHKの紀行番組「小さな旅」主題歌                                 |
| 1986年 | 夜のてのひら             | 日本テレビ系「火曜サスペンス劇場」主題歌                        |
| 1989年 | 夢見るように愛したい     | バヤリース100・イメージソング                                   |
| 1992年 | 愛を+ワン                | 日本テレビ系テレビアニメ「ママは小学4年生」OPテーマ             |
| 1992年 | この愛を未来へ           | 日本テレビ系テレビアニメ「ママは小学4年生」EDテーマ             |
| 1993年 | 愛という名の勇気         | 日本テレビ系「火曜サスペンス劇場」主題歌                        |
| 1993年 | 涙から微笑み             | フジテレビ系情報番組「おはよう!ナイスデイ」EDテーマ             |
| 1995年 | 朝が来るまで             | 日本テレビ系情報番組「NNNきょうの出来事」EDテーマ               |
| 1996年 | Believin'                | 朝日放送系テレビドラマ「新・部長刑事 アーバンポリス24」EDテーマ |
| 1997年 | 愛がいっぱい             | TBS系バラエティ番組「ちょっと言わせて」EDテーマ                 |
| 2001年 | ぼくのベストフレンドへ   | テレビ東京系テレビアニメ「ポケットモンスター」EDテーマ          |
| 2001年 | 約束                     | 「発酵ウコン」CMソング                                          |
| 2001年 | 永遠の心                 | うつくしま未来博・イメージソング                                |
| 2003年 | 笑顔                     | NHKの音楽番組「みんなのうた」挿入歌                             |
| 2004年 | 同じ空の下で             | NHKの釣り番組「にっぽん釣りの旅」テーマソング                   |
| 2008年 | 始まりの詩、あなたへ     | 映画「能登の花ヨメ」主題歌                                      |
| 2013年 | 時の針                   | 揖保乃糸・CMソング                                              |
| 2014年 | Thank You!               | 朝日放送系旅番組「朝だ!生です旅サラダ」EDテーマ                 |
| 2014年 | 歌になりたい             | 揖保乃糸・CMソング                                              |
| 2015年 | 光の軌跡                 |                                                                 |
| 2015年 | 光の軌跡                 | BS-TBSの歴史番組「にっぽん!歴史鑑定」EDテーマ                   |
| 2015年 | 光の軌跡                 | 揖保乃糸・CMソング                                              |
| 2017年 | 絆                       |                                                                 |

## 出演

### NHK紅白歌合戦出場歴
| 年度/放送回               | 回 | 曲目                            | 出演順 | 対戦相手           | 備考              |
| ------------------------- | -- | ------------------------------- | ------ | ------------------ | ----------------- |
| 1975年（昭和50年）/第26回 | 初 | ロマンス                        | 1/24   | 細川たかし         | トップバッター(1) |
| 1976年（昭和51年）/第27回 | 2  | ファンタジー                    | 14/24  | 三波春夫           |                   |
| 1977年（昭和52年）/第28回 | 3  | 悲恋白書                        | 6/24   | 野口五郎           |                   |
| 1978年（昭和53年）/第29回 | 4  | シンデレラ・ハネムーン          | 2/24   | 平尾昌晃・畑中葉子 |                   |
| 1979年（昭和54年）/第30回 | 5  | 万華鏡                          | 6/24   | ツイスト           |                   |
| 1980年（昭和55年）/第31回 | 6  | 摩天楼                          | 6/23   | 沢田研二           |                   |
| 1981年（昭和56年）/第32回 | 7  | すみれ色の涙                    | 18/22  | 新沼謙治           |                   |
| 1982年（昭和57年）/第33回 | 8  | 聖母たちのララバイ              | 17/22  | 中村雅俊           |                   |
| 1983年（昭和58年）/第34回 | 9  | 家路                            | 1/21   | 西城秀樹           | トップバッター(2) |
| 1984年（昭和59年）/第35回 | 10 | 20の恋                          | 15/20  | 菅原洋一           |                   |
| 1985年（昭和60年）/第36回 | 11 | 決心                            | 6/20   | 山本譲二           |                   |
| 1986年（昭和61年）/第37回 | 12 | 好きにならずにいられない        | 14/20  | 角川博             |                   |
| 1987年（昭和62年）/第38回 | 13 | 夢やぶれて〜I Dreamed a Dream〜 | 2/20   | 布施明             |                   |
| 1988年（昭和63年）/第39回 | 14 | 未成年                          | 12/21  | TM NETWORK         | 益田宏美で出演    |

### テレビドラマ
- 気になる季節（1977年10月16日 - 1978年3月26日、テレビ朝日） - 名古屋宏美 役
- 火曜サスペンス劇場 「誰かが見ている」（1986年10月21日、日本テレビ） - 主演・橘 僚子 役
- 男女7人秋物語（1987年10月9日 - 12月18日、TBS） - 沖中美樹 役
- 心はロンリー気持ちは「…」VII（1988年5月13日、フジテレビ）
- 少年たち（1998年12月5日 - 12月19日、NHK総合）
- 金曜プレステージ「平岩弓枝作家50周年記念・嫁の座」（2009年5月29日、フジテレビ）

### 舞台
- ロック・ミュージカル ハムレット（1979年） - オフィーリア 役
- 屋根の上のバイオリン弾き（1986年） - ホーデル 役
- レ・ミゼラブル（1987年・1988年・1997年 - 2000年） - ファンテーヌ 役
- さよなら中日劇場岡幸二郎　inミュージカルコンサート（2017年12月19日）

### ラジオパーソナリティ
- ラジオ深夜便「ミッドナイトトーク」（2021年5月 - 2023年3月、NHKラジオ第1・FM） - 隔月水曜第1週出演
- 夕暮れジョッキー（TBSラジオ）
- スバルリラックスタイム（TBSラジオ）
- 岩崎宏美のチャームポイントミュージック（TBSラジオ）
- セイ!ヤング（1978年1月- 2月、文化放送） - 水曜日週替わりパーソナリティ
- 岩崎宏美・スバルサウンドポエム（1982年 - 1983年、文化放送）
- 岩崎宏美のロマンススタジオ（1978年1月 - 3月、ニッポン放送）
- MBSヤングタウン（MBSラジオ）[1]
- 岩崎宏美の清月記ことばの時間 → 岩崎宏美の歴史紀行 → 岩崎宏美の清月記「明日への言葉」 → 岩崎宏美の清月記「まなびの時間」（TBCラジオ）
- あなたへの贈り物岩崎宏美です（青森放送・岩手放送・ラジオ福島・茨城放送・信越放送・福井放送・岐阜放送・ラジオ大阪・中国放送・山口放送・山陰放送・南海放送・西日本放送・熊本放送・宮崎放送・ラジオ沖縄）[1]
- 岩崎宏美・良美の 「お茶にする？」（2025年4月 - 、STVラジオ・秋田放送・tbcラジオ・信越放送・四国放送）
- NECサウンド・コミュニケーション〜岩崎宏美あなたとのめぐり逢い〜（FM東京系）[1]
- LEGENDS 岩崎宏美 〜シアワセノカケラ〜（JFN系、毎月第三週担当）

### ラジオ番組
- DAYS！　名曲喫茶八天堂（2015年10月19日、広島FM）[57]
- アートドラマ　美女と巨匠 「ロダン」（2018年1月8日、NHKラジオ第1）[58]

### CM
- 江崎グリコ
  - チョコリロ
  - グリコスカイミント
- ライオン
  - スゥイング
  - OCTシャンプー
  - エキセドリン
  - ソフランC
- トヨタベッド
- 森下仁丹（レモン仁丹）
- ブルボン
- ジュエリーマキ
- 第一産業(現在のエディオン)
- 富士重工業（現在のSUBARU）「スバルレオーネ[59]」
- ハウス食品
  - 六甲のおいしい水（歌）
  - ビーフのためのシチューです
- ライフコミューン（歌）
- 市川園 発酵ウコン茶
- 富士楽器
- 宝酒造 松竹梅 天（歌）

### NHKみんなのうた
※△は『特集みんなのうた』の放送。
| 放送期間                                       | 放送曲       | デュエット        | 再放送                                                              | 収録作品                                                                                                  |
| ---------------------------------------------- | ------------ | ----------------- | ------------------------------------------------------------------- | --- |
| 1977年（昭和52年）2月 - 3月                    | ぼくのプルー | （なし）          | 1977年（昭和52年）5月5日△                                           | 『ALBUM[+10]』 NHKみんなのうた 55 アニバーサリー・ベスト 〜ともだちみつけた〜                             |
| 1977年（昭和52年）12月 - 1978年（昭和53年）1月 | 走馬燈       | （なし）          | 2011年（平成23年）12月 - 2012年（平成24年）1月 2022年（令和4年）3月 | NHKみんなのうた DVD-BOX 第6集 『ALBUM[+10]』 NHKみんなのうた 50 アニバーサリー・ベスト 〜おしりかじり虫〜 |
| 2003年（平成15年）4月 - 5月                    | 笑顔         | （なし）          | （詳細）                                                            | シングル「あなたの心に」 NHKみんなのうた 55 アニバーサリー・ベスト 〜チョコと私〜                         |
| 2011年（平成23年）2月 - 3月                    | ピンクと呪文 | 八神純子 花田千草 | （なし）                                                            | NHKみんなのうた 55 アニバーサリー・ベスト 〜チョコと私〜                                                  |

### 映画
- 魔法の剣キャメロット（1998年） - ジュリアナ 役 日本語吹き替え版
- 美女と野獣（2017年） - ポット夫人 役 ※ディズニー作品。日本語吹き替え版[61]

### アニメ
- おさるのジョージ（ジョアナ）[62]